# Ulryk ze Strassburga
Ulryk ze Strasburga (ur. 1225 w Strasburgu – zm. 1277 tamże) – niemiecki dominikanin, filozof i teolog.
Był uczniem i słuchaczem Alberta Wielkiego, który prowadził wykłady filozoficzne w Kolonii (1248 – 1252). Razem z Ulrykiem ich słuchaczem został również Tomasz z Akwinu. Młody dominikanin ze Strasburga, zafascynowany omawianym przez mistrza Alberta IV rozdziałem De divinis nominibus, rozpoczął pracę nad swoim najbardziej znanym i prawdopodobnie jedynym dziełem – Liber de summo bono (1265 – 1272).
Przedstawił on w nim nową koncepcję estetyczną oparta na pojęciach formy, światła i proporcji. Ponadto opracował tam kazuistykę proporcji, o wiele dokładniejszą niż ta autorstwa Tomasza z Akwinu. W Liber de... Ulryk zajął się również pojęciami formy i piękna. Pierwsze pojęcie jest u niego zabarwione neoplatonizmem i pozbawione konkretności. Zaś drugie omawia dokładnie, przyjmując piękno jako splendor formae, lecz ta forma ma u niego wszystkie cechy neoplatońskiego światła, a wyobrażenie rzeczywistości widzialnej pozostaje pod wpływem De causis.
Ulryk ze Strasburga nigdy nie wydał swojego dzieła. Zmarł pięć lat po ukończeniu pracy swojego życia – w 1277 r.